# Конашенков, Игорь Евгеньевич
И́горь Евге́ньевич Конаше́нков (род. 15 мая 1966, Кишинёв, Молдавская ССР, СССР) — российский военный деятель. Руководитель департамента информации и массовых коммуникаций Министерства обороны Российской Федерации (с 2017 года). Заместитель начальника (2009—2011) и начальник (2011—2017) Управления пресс-службы и информации Минобороны России. Заслуженный военный специалист Российской Федерации. Член президиума Союза журналистов Москвы. Генерал-лейтенант (с июня 2022 года).
Получил известность в ходе освещения военной операции России в Сирии с 2015 года, но ещё большую узнаваемость приобрёл во время российского вторжения на Украину в 2022 году в качестве официального представителя Министерства обороны Российской Федерации.
Из-за поддержки российско-украинской войны и «распространения дезинформации» — под санкциями 27 стран ЕС, Великобритании, Канады, Швейцарии и других государств.

## Биография
Родился 15 мая 1966 года в Кишинёве.

### Ранние годы службы
В 1988 году, после прохождения срочной службы, окончил с отличием инженерный факультет Житомирского высшего командного военного училища радиоэлектроники ПВО. Был направлен на службу в управление главного командования ПВО страны. Заочно окончил Военную командную академию противовоздушной обороны имени Г. К. Жукова.

### Пресс-служба министерства обороны РФ
С 1998 года — старший офицер, начальник группы, заместитель начальника отдела по взаимодействию с российскими и зарубежными СМИ пресс-службы министерства обороны РФ.
В 2003—2005 годах являлся начальником пресс-службы и помощником командующего войсками Северо-Кавказского военного округа по связям с общественностью и СМИ.
В 2005 году был назначен на должность начальника пресс-службы Сухопутных войск, став помощником главнокомандующего Сухопутными войсками по связям с общественностью и СМИ.
В 2006 году дополнительно окончил Высшие курсы Военной академии Генерального штаба Вооружённых сил Российской Федерации.
В 2009—2011 годах заместитель начальника, а в 2011—2017 годах — начальник управления пресс-службы и информации МО РФ. В этой должности должен был руководить обеспечением деятельности министра обороны по проведению государственной информационной политики в области обороны; организовывать информационное обеспечение Вооружённых сил; координировать деятельность центральных органов министерства обороны по вопросам, отнесённым к ведению управления пресс-службы и информации Министерства обороны Российской Федерации; организовывать информационное обеспечение официального сайта Министерства обороны России.

С марта 2017 года является руководителем департамента информации и массовых коммуникаций МО РФ.

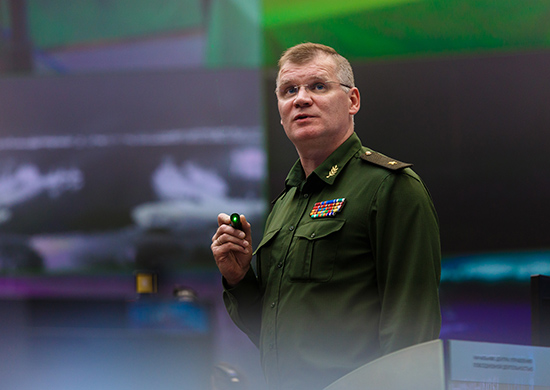
Конашенков на брифинге 5 октября 2015 года
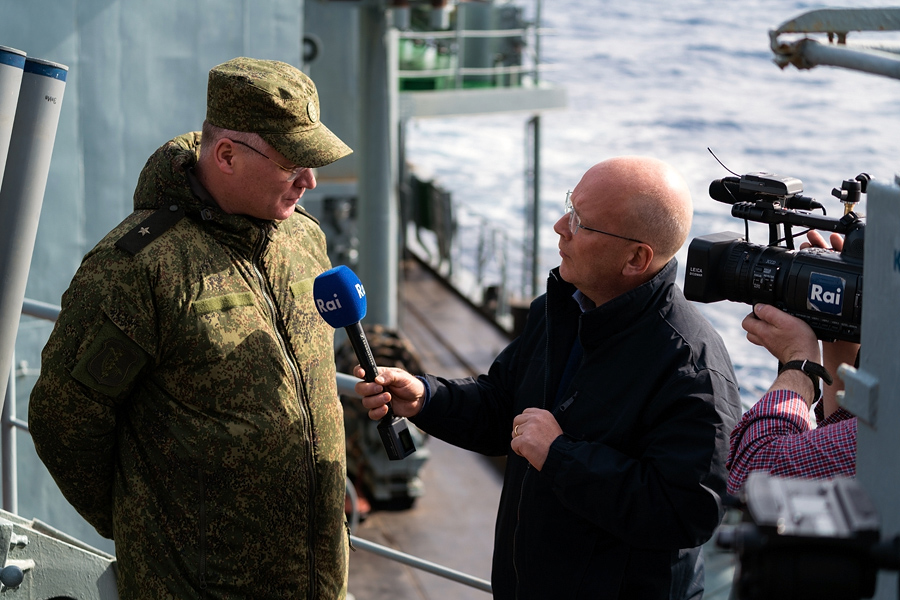
Конашенков даёт интервью во время дислокации ВМФ России в Средиземном море, январь 2016 года
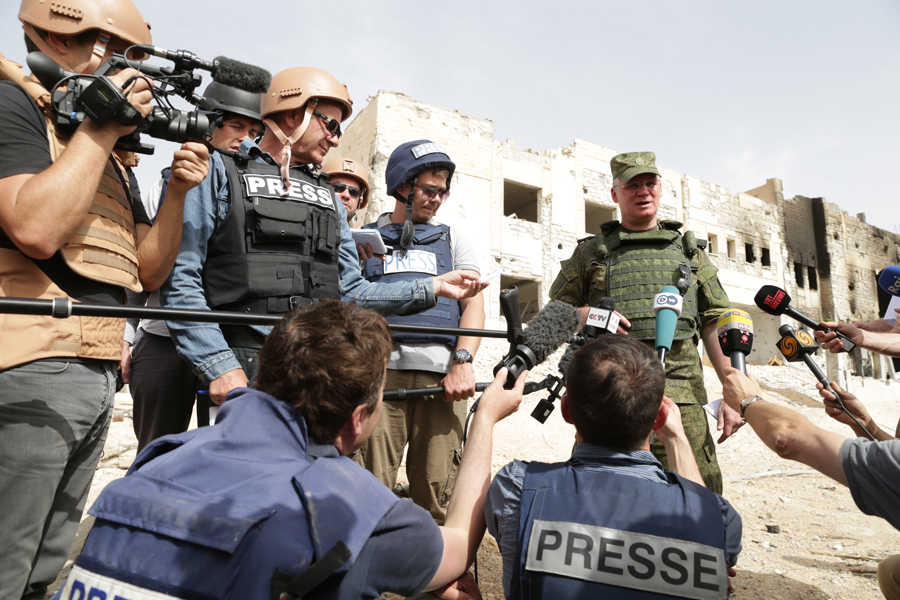
Конашенков с журналистами в Эль-Карджатейне в Сирии, апрель 2016 года

### Освещение военных операций Министерства обороны РФ
Конашенков возглавлял подразделения информационного обеспечения Объединённой группировки войск на Северном Кавказе и коллективных сил СНГ по поддержанию мира в зоне грузино-абхазского конфликта.
С 2015 года в качестве официального представителя МО РФ освещал проведение военной операции России в Сирии, проводя регулярные брифинги для прессы о ходе военных действий, организовывает и проводит пресс-туры для российских и иностранных журналистов в расположение Авиационной группы ВВС России в Сирии на базе Хмеймим и в освобождённые при помощи ВКС России сирийские города. С 2022 года в таком же качестве почти ежедневно озвучивал официальную сводку вторжения России на Украину.
В апреле и мае 2022 года Европейский союз, Великобритания и Новая Зеландия ввела санкции против Конашенкова в связи с российским вторжением.

## Международные санкции
Из-за поддержки российской агрессии и нарушения территориальной целостности Украины во время российско-украинской войны находится под персональными международными санкциями разных стран. С 8 апреля 2022 года находится под санкциями всех стран Европейского союза:.

В должности главного пресс-секретаря Министерства обороны России он отвечал за манипулирование информацией и распространение дезинформации о военных действиях России в Украине. Он пропагандировал позитивное отношение к российской неспровоцированной военной агрессии против Украины, аннексии Крыма и действиям сепаратистов на Донбассе, предвзято изображал ситуацию в Украине и распространял дезинформацию о действиях Украины и Запада.— «Официальный журнал Европейского союза», Брюссель, 8 апреля 2022 года
14 марта 2022 года Конашенков внесён в санкционный список Канады «близких соратников режима» за «содействие и поддержку выбора президента Путина вторгнуться в мирную и суверенную страну».
11 мая 2022 года включён в санкционный список Новой Зеландии «с целью прекратить распространение дезинформации о войне в Украине».
По аналогичным основаниям, с 9 августа 2022 года находится под санкциями Великобритании, с 13 апреля 2022 года находится под санкциями Швейцарии, с . Указом президента Украины Владимира Зеленского от 19 октября 2022 года находится под санкциями Украины.

## Личная жизнь

### Семья
Супруга — Елена Конашенкова работала в ООО «Русское авиационное общество», занимавшемся поставками запчастей для летательных и космических аппаратов.
Сын — Никита Игоревич Конашенков — звукоинженер, работал на телеканале Минобороны «Звезда». В 2014 году во время войны в Донбассе работал вместе с военным корреспондентом Евгением Давыдовым, после чего 14 июня был задержан украинскими силовиками при попытке вылететь через аэропорт Днепропетровска, а через три дня отпущен. Перед тем как быть отпущенными, задержанные на камеру извинились перед украинским народом «за ложь об использовании установок „Град“ Национальной гвардией Украины и применении фосфорных боеприпасов ВСУ» против гражданского населения. По прибытии Конашенков-младший и Давыдов в ходе пресс-конференции дезавуировали свои извинения, заявив, что они были сделаны под давлением, а также рассказав об избиениях со стороны «Правого сектора».
Дочь — Арина Игоревна Конашенкова.

### Имущество
Игорь Конашенков вместе со своей дочерью владеет элитной недвижимостью площадью 95,6 м² в жилом комплексе «Смоленская застава» в Ружейном переулке в Москве, оценённой в среднем в 80 миллионов рублей. Квартиру в собственность отец и несовершеннолетняя дочь получили 17 августа 2015 года от Минобороны.
Материал об имуществе Конашенкова опубликовало издание «Собеседник» 22 сентября 2022 года, но на следующий день он был удалён. 7 ноября того же года Telegram-канал «Можем объяснить» опубликовал информацию о засекречивании собственников недвижимости в ЕГРН.

## Критика
Издание «Проект» проанализировало все проводимые Конашенковым брифинги о ходе вторжения России на Украину, в частности информацию о взятых населённых пунктах и о потерях Вооружённых сил Российской Федерации и противника с начала конфликта 24 февраля до 29 июня 2022 года. Журналисты нашли множество арифметических нестыковок в цифрах потерь украинской стороны: уменьшающееся общее число по сравнению с приводимой на более ранний день, огромные потери как в абсолютных числах, так и относительно общей численности ВСУ. Кроме того, Конашенков несколько раз заявлял о взятии под контроль одного и того же населённого пункта (в качестве примера приводится Кременная).
В интервью BBC бежавший из России в 2023 году лейтенант ВКС РФ рассматривал возможной причиной неточностей брифингов Конашенкова полное отсутствие верификации сообщений о потерях врага (при тенденции, в частности, российских пилотов заявлять несколько раз об уничтожении одного и того же танка) и заявлял, что среди воинского состава в информацию из этих брифингов практически никто не верит.

## Награды

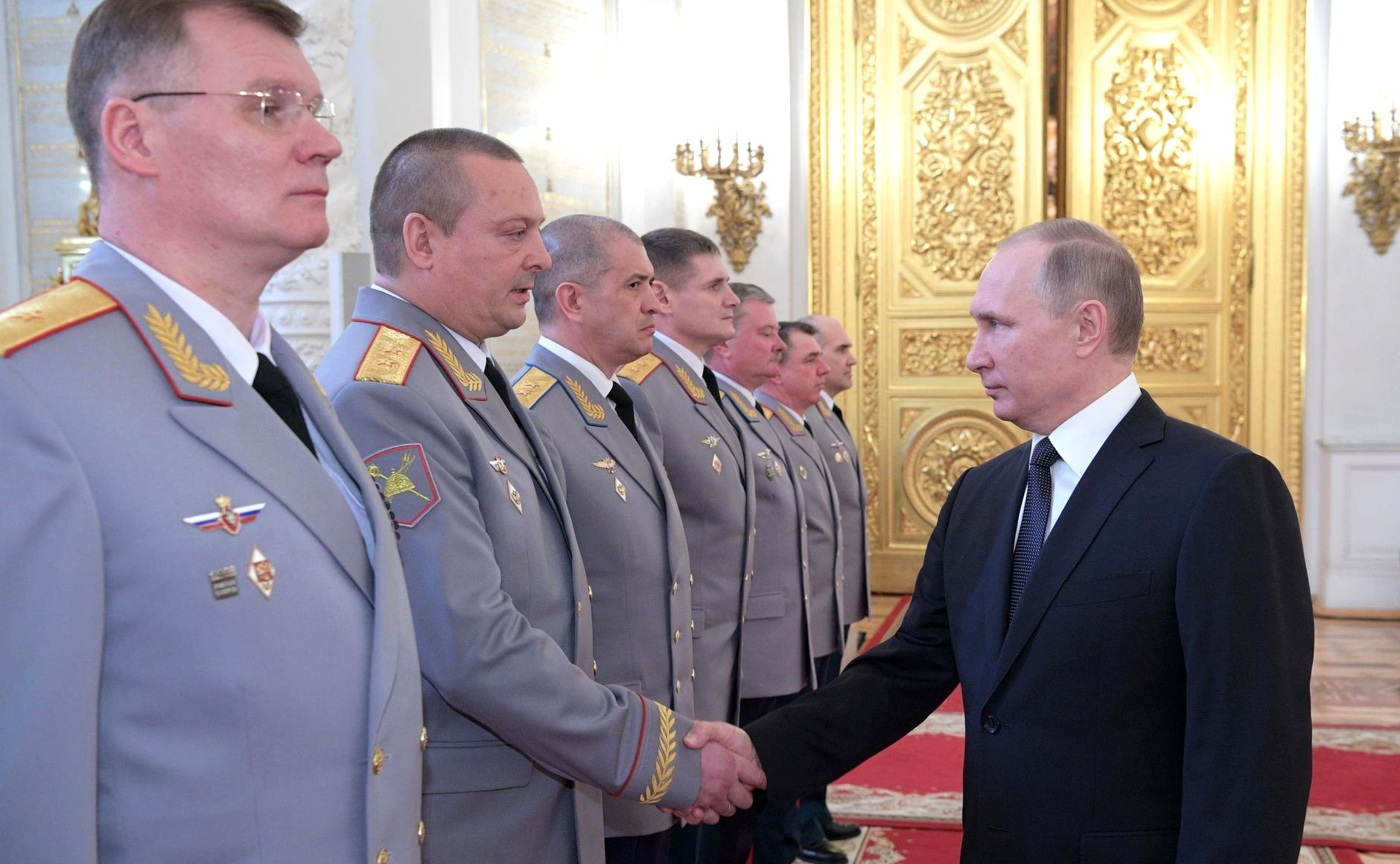
Игорь Конашенков и Владимир Путин 2017 год

- Орден «За заслуги перед Отечеством» III степени[26]
- Орден «За заслуги перед Отечеством» IV степени[27]
- Орден Александра Невского (2018)
- 2 Ордена Мужества[2][3][4][6]
- Орден «За военные заслуги»[2][3][4][6]
- Орден Почёта[27]
- Орден Дружбы[2][3][4][6]
- 14 медалей[6]
- Заслуженный военный специалист Российской Федерации[28]
- Мастер спорта СССР[27]
- диплом «За открытость прессе» Союза журналистов Москвы[1]

## Воинские звания
- 1988 — лейтенант[29].
- 1998 — майор[29].
- 2009 (?) — полковник
- февраль 2013 — генерал-майор[6].
- июнь 2022 — генерал-лейтенант[30].